# 307년

## 연호
- 서진(西晉) 영가(永嘉) 원년
- 성한(成漢) 안평(晏平) 2년
- 전조(前趙) 원희(元熙) 4년

## 기년
- 서진(西晉) 회제(懷帝) 원년
- 신라(新羅) 기림 이사금(基臨泥師今) 10년
- 고구려(高句麗) 미천왕(美川王) 8년
- 백제(百濟) 비류왕(比流王) 4년

## 사건
- 서진 혜제 사마충이 독살되고 회제가 왕위에 오름.

## 사망
1월 8일: 서진의 2대황제 진 혜제